# Park Taewon
Bak Tae-weon (hangeul :박태원), né à Séoul le 7 décembre 1909 et mort le 10 juillet 1986 à Pyongyang en Corée du Nord, est un écrivain sud-coréen.

## Biographie
Bak Tae-weon est né à Séoul le 7 décembre 1909. Il a utilisé plusieurs noms d'emprunts tels que "Mong-bo" et "Gu-bo". Diplômé du lycée Gyeongseong Je-il, il intègre l'université Hosei, au Japon en 1930, mais arrête ses études avant l'obtention du diplôme. Alors qu'il est encore lycéen, il fait ses débuts comme poète quand son poème Sœur aînée (Nunim) remporte une mention honorable dans un concours parrainé par la revue Monde littéraire de Joseon (Joseon mundan). Il fait ses débuts en tant que romancier en 1929 avec la publication de sa nouvelle La barbe (Suyeom) dans la revue Littérature naissante (Sinsaeng). Il rejoint "le Cercle des neuf écrivains" ("Gu-inhoe", un groupe qui comprenait également Yi Sang) en 1930 et se consacre par la suite à l'écriture de romans . Après la Libération, en 1945, il devient membre du Comité exécutif pour l'alliance des écrivains coréens (Joseon munhakga dongmaeng).
En 1950, il franchit la 38e parallèle pour s'installer en Corée du Nord où il a écrit et a travaillé en tant que professeur à l'Université de littérature de Pyongyang. Il fut interdit d'écriture en 1956, mais ses droits furent rétablis en 1960.
Il meurt le 10 juillet 1986 à Pyongyang en Corée du Nord.
Son petit-fils est le réalisateur et scénariste Bong Joon-ho.

## Œuvre
L'Institut coréen de la traduction littéraire (LTI of Korea) décrit son œuvre de cette manière :
Bak Tae-weon est un écrivain dit "moderniste" qui n'a eu de cesse d'expérimenter de nouvelles techniques d'écriture tel un artisan. Il a porté principalement son attention sur l'esthétisme des phrases et sur les façons de s'exprimer plutôt que sur les idées exprimées. Ses premières œuvres de fiction reflètent ses tentatives pour développer un nouveau style d'écriture : La fatigue (Piro, 1933) et Les gens malheureux (Ttakhan saramdeul, 1934) contiennent par exemple des symboles et des diagrammes extraits de publicités dans les journaux ; ses nouvelles Circonstances (Jeonmal, 1935) et Triste et froid (Biryang, 1936) contiennent de longues phrases composées d'au moins cinq lignes reliées simplement avec des virgules.
Tout comme le poète Yi Sang, il a rejeté la littérature traditionnelle, et a souligné l'importance d'apprécier la littérature comme un art du langage et non pas comme un moyen de véhiculer des idéologies. Pourtant, durant la seconde moitié des années 1930, il a commencé à concentrer son écriture de plus en plus sur les coutumes et les usages de  son époque, et a finalement abandonné son intérêt pour le développement de nouveaux styles d'écriture. Une journée dans la vie du romancier Gu-bo (Soseolga Gubossi-ui 1 il), publié en feuilleton dans le journal Chosun Ilbo du 1er Août au 19 septembre 1934, est un roman semi-autobiographique décrivant les observations d'un écrivain se promenant au hasard des rues. Le paysage au bord de la rivière (Cheonbyeon punggyeong, 1936-1937) est un portrait complexe des mœurs urbaines et de la vie ouvrière durant son époque, Ce dernier roman est souvent considéré comme le roman moderniste représentatif des années 1930. Après l'indépendance de la Corée, Bak s'est davantage tourné vers les questions et les problèmes liés à l'identité nationale, notamment à travers l'histoire. Il n'a dès lors écrit quasiment que des romans historiques.

### Romans
- 계명산천은 밝았느냐 Est-ce que le jour s'est levé ? (1965)
- 갑오농민전쟁 La guerre des agriculteurs de l'année Gabo (1977-1986)

### Histoires courtes
- 피로 La fatigue (1933)
- 딱한 사람들 Les gens désespérés (1934)
- 전말 顚末 Circonstances (1935)
- 비량 Triste et froid (1936)
- 소설가 구보씨의 일일 Une journée dans la vie du romancier Gu-bo (1938)
- 천변풍경 Le paysage au bord de la rivière (1936-1937)